# Romain Fusier
Pas d'image ? Cliquez ici

a Compétitions nationales et continentales officielles uniquement.

b Matchs officiels uniquement.
Dernière mise à jour le 5 novembre 2021.
Romain Fusier, né le 27 janvier 2000 à Chambéry (Savoie), est un joueur français de rugby à XV qui joue au poste de centre au FC Grenoble.

## Biographie
Fusier est né à Chambéry.
Après avoir fait ses premières classes de rugby au Rugby Club motterain[réf. nécessaire], il continue le rugby du côté du SO Chambéry. À 17 ans, il rejoint le FC Grenoble avec lequel il devient champion de France juniors Crabos en 2018 en s'imposant contre le castres olympique (20-13).
Il fait ses débuts en équipe de France des moins de 20 ans le 1er février 2020 « à domicile » au Stade des Alpes, alors qu'il évolue au FCG.
Durant la saison 2022-2023, son club termine à la deuxième place de la phase régulière du championnat et se qualifie jusqu'en finale où il affronte Oyonnax Rugby. Pour ce match, il commence sur le banc des remplaçant avant d'entrer en jeu en seconde période mais le FC Grenoble s'incline sur le score de 14 à 3.

## Palmarès
- FC Grenoble
  - Vainqueur du Championnat de France Crabos 2018.
  - Finaliste du Championnat de France de 2e division en 2023, 2024 et 2025.